# آلان كوتيه (لاعب هوكي الجليد)
آلان كوتيه هو لاعب هوكي الجليد كندي، ولد في 3 مايو 1957 في ماتان، كيبك في كندا.

## وصلات خارجية
- آلان كوتيه (لاعب هوكي الجليد) على موقع دوري الهوكي الوطني (الإنجليزية)
- آلان كوتيه (لاعب هوكي الجليد) على موقع EliteProspects.com (الإنجليزية)
- آلان كوتيه (لاعب هوكي الجليد) على موقع HockeyDB.com (الإنجليزية)
- آلان كوتيه (لاعب هوكي الجليد) على موقع Hockey-Reference.com (الإنجليزية)